# فيليكس ماشادو
فيليكس ماشادو (بالإسبانية: Felix Machado)‏ مواليد 22 أغسطس 1972 في غيانا، هو ملاكم محترف فنزويلي يصنف ضمن فئة وزن الريشة. حقق بطولة الاتحاد الدولي للملاكمة.

## إحصائيات
خاض خلال مسيرته 41 نزالا، فاز في 26 وتعادل في 1 وخسر في 14. فاز بالضربة القاضية في 12 نزالا.

## روابط خارجية
- فيليكس ماشادو على موقع بوكس ريك (الإنجليزية) (registration required)